# نيكولاي باتروشيف
نيكولاي باتروشيف (مواليد 11 يوليو 1951) هو سياسي وضابط أمن ومخابرات روسي. يشغل منصب سكرتير مجلس الأمن الروسي منذ 2008. شغل في السابق منصب رئيس جهاز الأمن الفيدرالي الروسي من 1999 حتى 2008.